# Bryoptera viridirufa
Bryoptera viridirufa là một loài bướm đêm trong họ Geometridae.